# Lac de Rosolin
Le lac de Rosolin ou lac glaciaire de Rosolin est un lac proglaciaire de France situé en Savoie, en bordure du glacier de la Grande Motte, à Champagny-en-Vanoise. Il est surveillé dès sa formation à partir du début des années 2020 en raison d'un risque de vidange brutale.

## Géographie

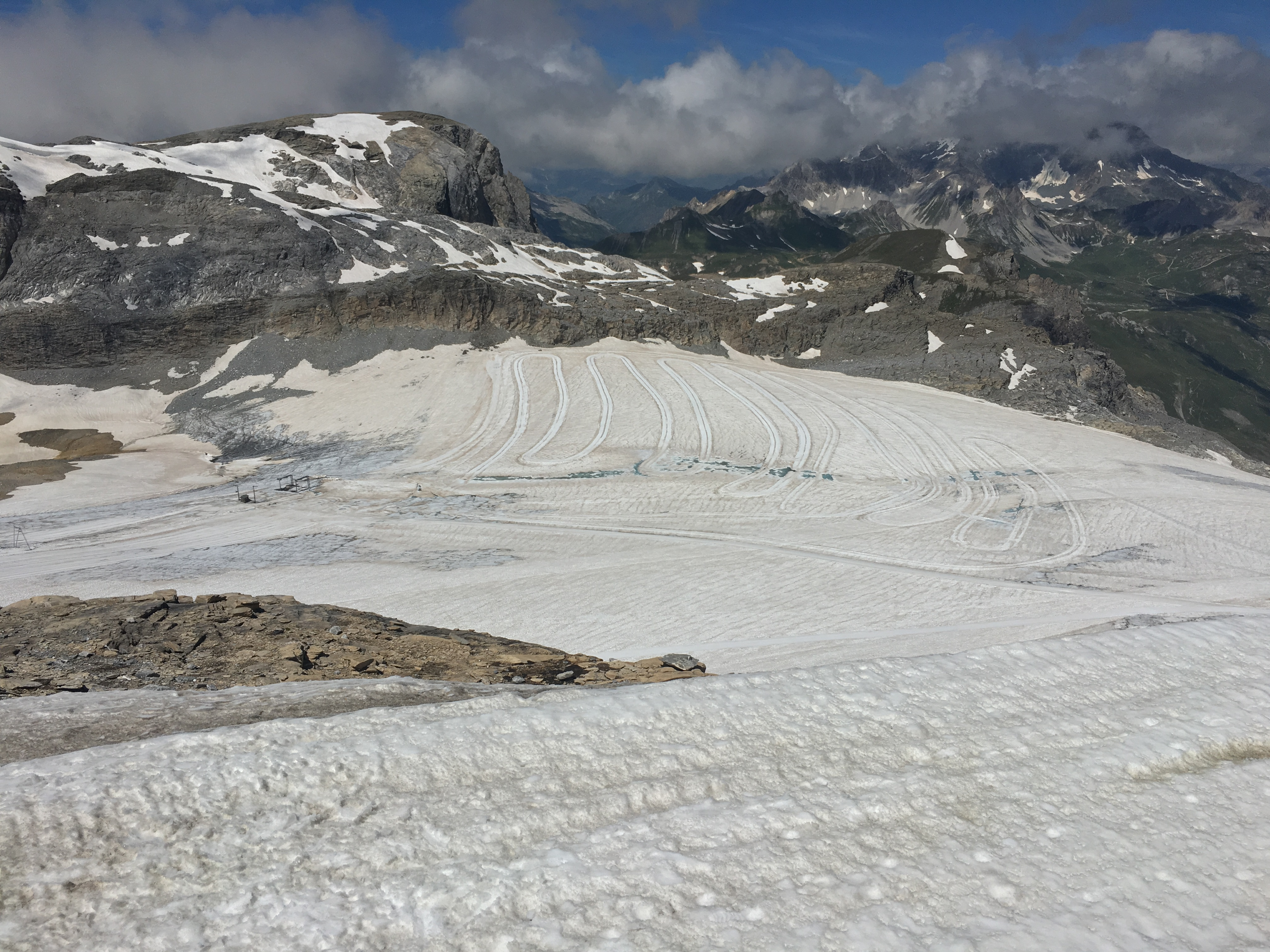
Vue en 2016 vers le nord de la partie aval du glacier de la Grande Motte avec l'emplacement du lac sur la gauche au niveau du départ du téléski.

Le lac est situé au pied de la Grande Motte au sud et du dôme de Pramecou au nord, sur la diffluence glaciaire du glacier de la Grande Motte à l'endroit où, buttant contre le dôme de Pramecou, il se scinde en deux langues de glace, l'une vers le nord-est en direction de Tignes et du val Claret où s'écoule le Retort et l'autre vers l'ouest en direction de Champagny-en-Vanoise et où s'écoule le Doron de Prémou ; ruisseau du Retort via les lacs de Tignes et du Chevril et Doron de Prémou via les Doron de Champagny et de Bozel rejoignent tous deux l'Isère. Au vu de son emplacement à environ 2 800 mètres d'altitude juste à l'ouest de l'altisurface du glacier, le lac s'écoule en surface vers l'ouest en direction du Doron de Prémou mais une évacuation sous-glaciaire vers l'est en direction de Tignes n'est pas exclue.
D'un point de vue administratif, le lac est situé sur le territoire communal de Champagny-en-Vanoise, juste à l'ouest de la limite communale avec Tignes. De plus, il est inclus dans la réserve naturelle nationale de Tignes-Champagny, entourée ici à l'ouest, au sud et à l'est par le parc national de la Vanoise. Le lac est situé en bordure du domaine skiable de Tignes, notamment la partie ouverte en été avec le téléski de Rosolin dont le départ est à quelques mètres au sud-est du lac. Il tient son nom du glacier de Rosolin et de la pointe de Rosolin situés au sud-ouest.

## Histoire
Né du retrait du glacier de la Grande Motte et du recul de son front glaciaire au pied du dôme de Pramecou, le lac de Rosolin commence à se former de manière périodique au début des années 2020, notamment à la fonte des neiges au printemps et en été,. Son extension et son volume de 150 000 m3 font craindre de la part des autorités une menace pour les régions situées en aval en cas de vidange brutale et il est décidé de réduire son volume jusqu'à 80 % au cours des étés 2023, 2024 et 2025 par des vidanges contrôlées,,,.

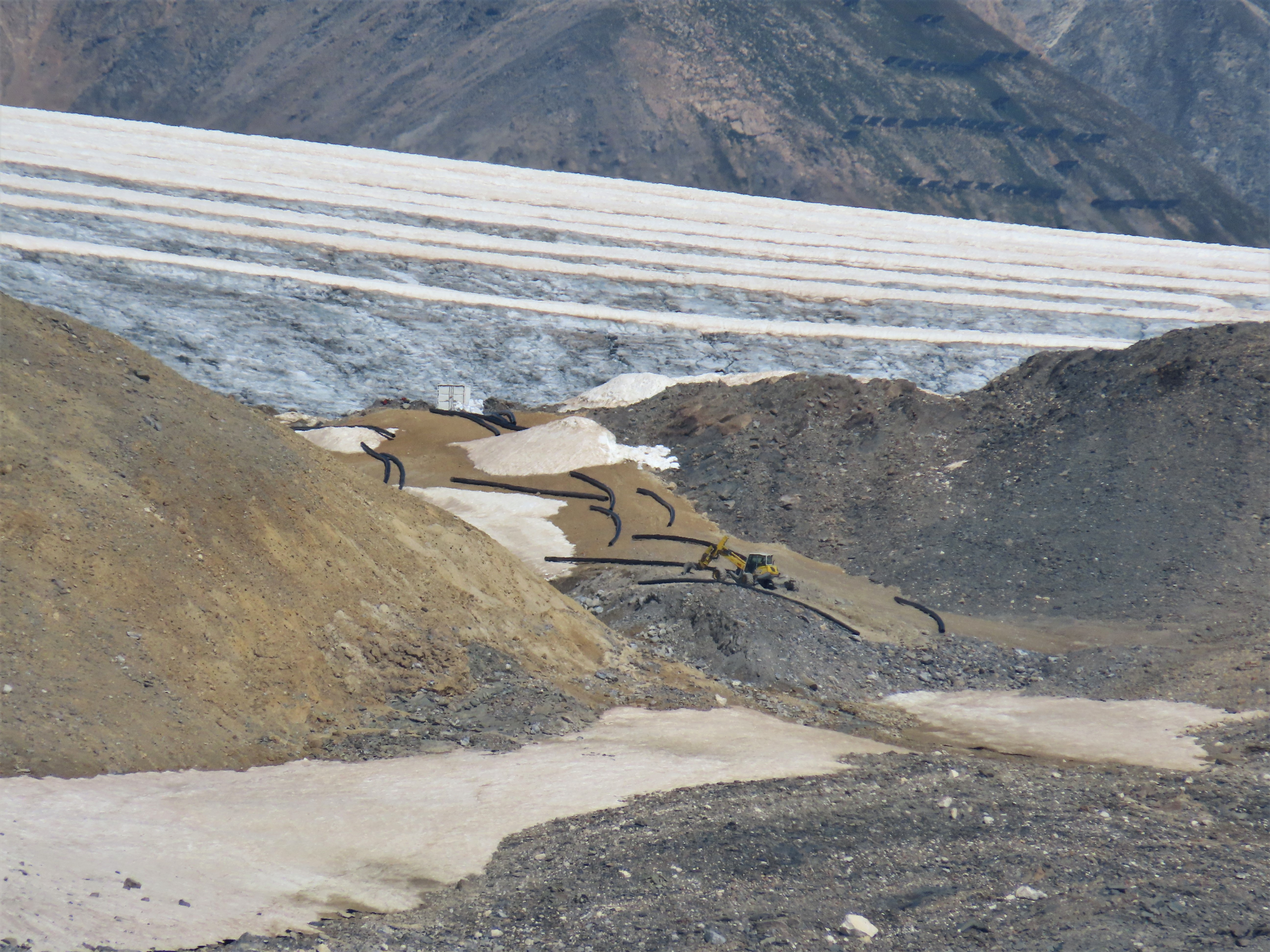
Travaux de vidange du lac au cours de l'été 2024.